# PIECE OF MY HEART
『PIECE OF MY HEART』（ピース・オブ・マイ・ハート）は、2016年10月19日にユニバーサルミュージックから発売された寺田恵子の7枚目のアルバム。
約13年ぶりにリリースした本作は共同プロデュースに是永巧一を迎えた。

## 収録曲
1. 目を開ければ
作詞：森雪之丞、作曲：寺田恵子、編曲：是永巧一
2. FLY ME AGAIN
作詞：森雪之丞、作曲：寺田恵子、編曲：是永巧一
3. WALK
作詞・作曲：寺田恵子、編曲：是永巧一
4. Fire In The Rain
作詞：安藤芳彦、作曲：寺田恵子、編曲：是永巧一
5. 黒い揚羽蝶〜NO, NO, NO
作詞：湯川れい子、作曲：相沢行夫、編曲：是永巧一・力石理江
6. 嫌んなった with 木村充揮（原曲：憂歌団）
作詞：沖てる子、作曲：憂歌団
7. 身も心も（原曲：ダウン・タウン・ブギウギ・バンド）[2]
作詞：阿木燿子、作曲：宇崎竜童、編曲：是永巧一
8. 孤独な花火
作詞・作曲：織田哲郎、編曲：是永巧一
9. WISH 〜風よ、嘆きの河を渡れ〜
作詞：安藤芳彦、作曲：寺田恵子、編曲：是永巧一
10. 私は嵐（Acoustic version）（原曲：SHOW-YA）
作詞：安藤芳彦、作曲：寺田恵子
11. Piece of my heart
作詞：寺田恵子・是永巧一・平石晴己、作曲：寺田恵子・是永巧一、編曲：是永巧一